# 돈 칭자오
돈 칭자오(Chinjao, チンジャオ)는 일본 만화 및 애니메이션 원피스에 등장하는 등장인물이다. 성우는 장광 (투니버스 에피소드 오브 사보, 애니원, 애니박스).

## 소개
돈 칭자오(통칭 '송곳의 칭자오')
팔보수군의 12대 두령. 30년 前 현상금은 5억 4200만 베리. 그 야말로 전설적인 사나이다. 덩치에 걸맞은 박치기를 주무기로 사용하는데, 과거에 얼어버린 섬 하나를 박치기로 산산조각 내 버렸다고도 전해진다. 칭자오의 머리는 원래 송곳처럼 뾰족하여 그 위력이 대단했는데, 30년 전 루피의 할아버지인 몽키 D. 가프에 의해 머리가 찌그러져 버려 그 전과 같은 힘을 낼 수 없었다. 그 이유로 몽키 가문에 대해 원한을 품고, 루피를 죽일 기회를 노리고 있다. 루피와 똑같은 C블록이다. C블록에서 엄청난 활약을 하며, '팔충권(八衝拳)'이라는 진동파 같은 기술을 쓴다. 또한 소수만이 가지고 태어난다는 패왕색 패기를 쓰기도 한다. C블록에서 마지막에는 루피와 단 둘이 남아서 싸우게 된다. 그리고 루피의 토르 엘리펀트 건을 맞고 패배하며, 동시에 다시 원래의 송곳머리로 돌아왔다. 그 덕분에 루피에게 고마움을 느끼고 감사함+강대한 힘 때문에 팔보수군을 루피의 산하로 들어가게 해줄 겸 보답하려 하나 루피가 오해하고 도망가버린다.(사실, 캐번디시가 쫓아온 것도 원인 중 하나이다.) 하지만, 손자 돈 사이와 베이비 5 전투 중 끼어들다 손자 돈 사이의 발차기 '무각근' 공격에 의해 송곳머리가 꺾인 후, 라오 G의 'G의 각인'에 맞고 날려진다. 이후, 팔보수군은 모두 자신의 첫 번째 손자인 돈 사이에게 맡긴다.